# Dům kultury (Stockholm)
Dům kultury ve Stockholmu (Kulturhuset Stadsteatern) tvoří dvě budovy – Kulturhuset a Stockholms Stadsteatern. Objekt se nachází u stanice metra T-centralen, na jižní straně náměstí Sergels torg, ve čtvrti Skansen, Stockholm, Švédsko. Dočasně, do roku 1983, byl Kulturhuset sídlem švédského parlamentu.
V přízemí se nachází informační centrum s výstavními prostorami. Stálá expozice zahrnuje 60 metrů dlouhý model města v měřítku 1:1000. Po skleněné desce modelu návštěvníci volně chodí. V další stálé expozici lze vidět ve virtuální realitě letecké snímky Stockholmu. Budovy dále zahrnují restauraci, výstavní a konferenční místnosti, koncertní sály, kino, knihovnu a divadlo. Výraznou dominantou náměstí je Křišťálový obelisk.

## Architektura

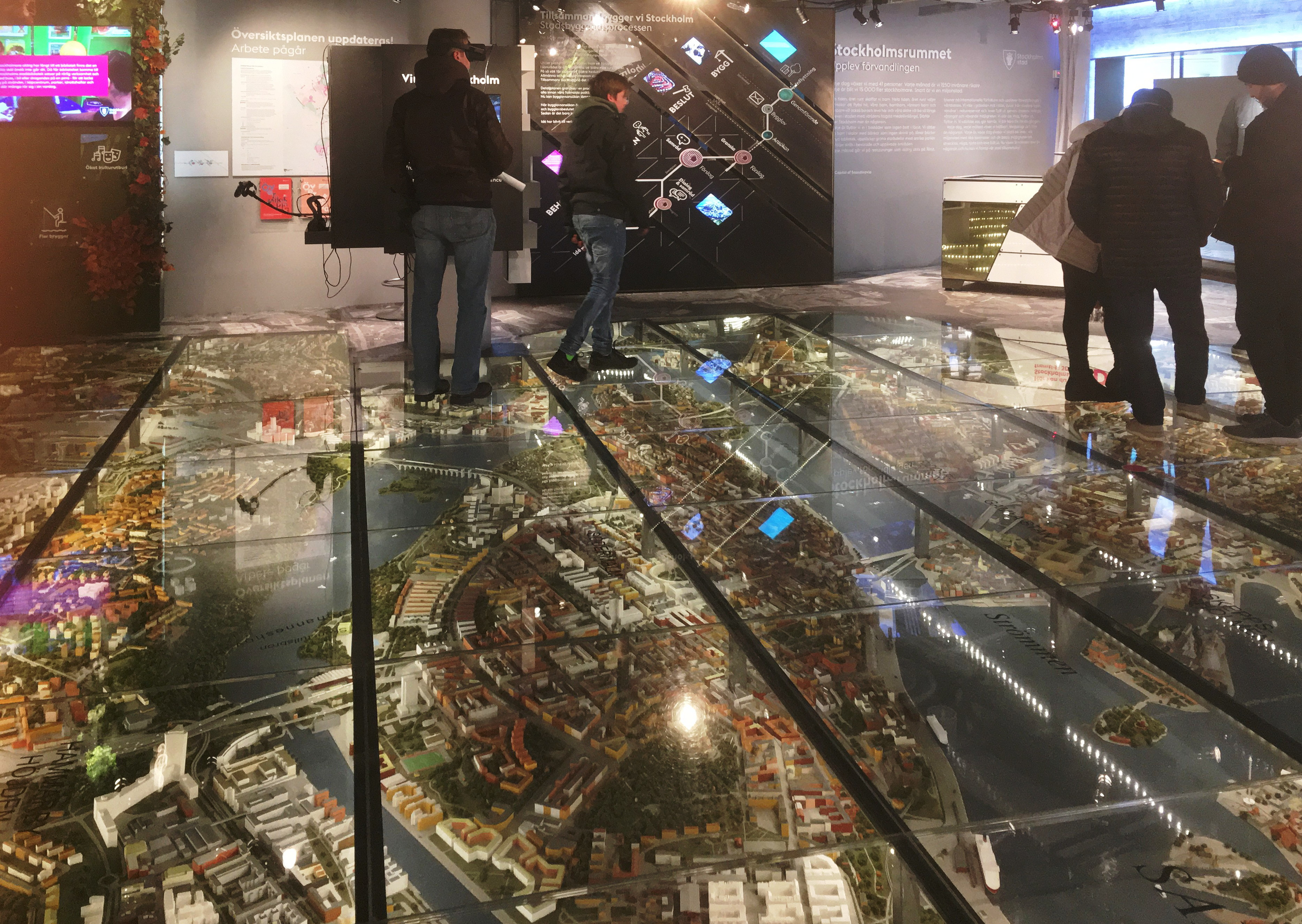
Podlaha – Skleněný model města

Rozhodnutí o vytvoření kulturního střediska v centru Stockholmu padlo na přelomu 50. a 60. let. V roce 1965 vyhlásilo město architektonickou soutěž, kterou vyhrál architekt Peter Celsing (1920–1974). V roce 1998, kdy byl Stockholm Evropským městem kultury, bylo dílo Petera Celsinga dominantní. Byl to on, kdo dal tvář novému městu v prosperující poválečné éře. K propojení kulturního domu (z roku 1974) se stávajícím stockholmským městským divadlem (z roku 1960) došlo v roce 2013. Autorem obou budov je P. Celsing. Soubor je chráněn jako významná kulturní památka. Fasáda kulturního centra je z betonovu a skla, fasáda sousedního divadla je z nerezové oceli. Původním záměrem bylo, aby na tomto místě stálo muzeum moderního umění Moderna Museet, ale z realizace projektu sešlo v roce 1969. Kulturhuset byl otevřen v roce 1974.

## Rekonstrukce

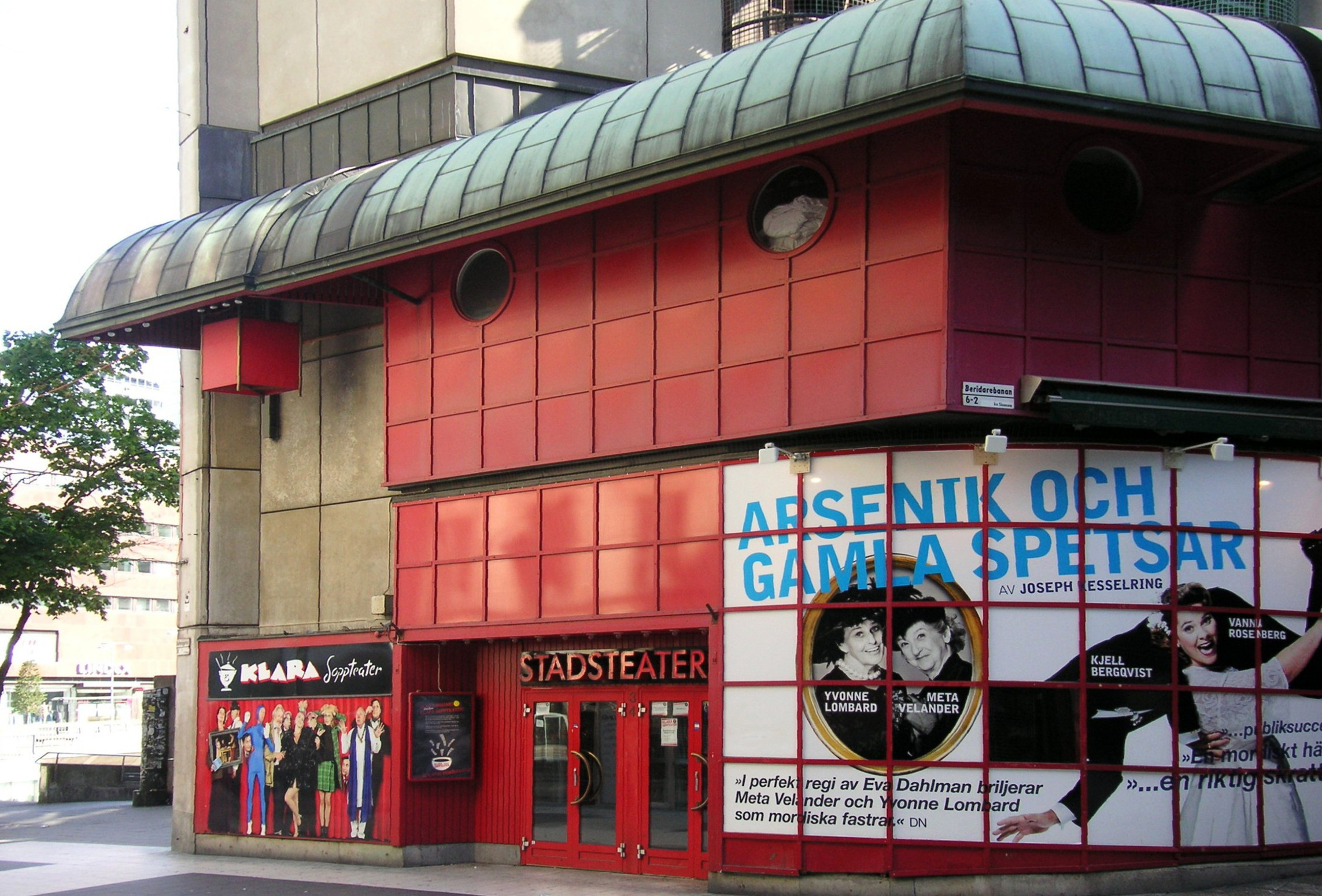
Městské divadlo, postaveno r. 1960

V roce 2017 bylo vyměněno 4000 m² skla na fasádě budovy Kulturhuset. V letech 2019–2020 byl celý objekt rekonstruován. Nově se instalovaly systémy pro vodu, topení, elektřinu, klimatizaci i prvky požární ochrany. Z budov bylo odstraněno přibližně 155 tun azbestu a 500 kg PCB. Objekt je energeticky úspornější. V hledišti divadla byly závěsy Olle Baertlingové nahrazeny kopiemi vyrobenými přesně podle originálů, Celsingova křesla byla zrestaurována a ručně malované lampy na střeše divadla byly rovněž opraveny. Objekt byl veřejnosti zpřístupněn dne 18. 9. 2020.